# 急公好義坊
25°02′28″N 121°30′51″E / 25.041117°N 121.514229°E
急公好義坊現位於台北市的二二八和平紀念公園內，為三門四柱格式的清朝牌坊，是中華民國的直轄市定古蹟。
該坊主要目的在表揚台北艋舺（今 萬華區）貢生洪騰雲捐地替淡水縣（當時轄全部北台灣）科舉考試的童生興建考棚的義舉。本來位置是位於西門町附近的石坊街，1905年被台灣總督府拆下重建於現址。

## 歷史
洪騰雲，字「合樂」，福建台灣省台北府艋舺人，祖籍閩南泉州，清朝貢生，知名商人。洪騰雲六歲隨父定居艋舺，成年後考上貢生，從事泉州與艋舺間米糧生意而致富，成為富商，以樂善好施著名，其中最重大的捐獻就是位於台北城東北角的考棚行署。
考棚行署，俗稱考棚，是舉行科舉考試的場所。在此考棚建好之前，全台灣只有南部的台南府城有此場地。台灣清治時期之後，會定期於台南府考棚舉行科舉考試。不過，北台灣兩千名以上童生考生都要遠赴約三百公里遠的台南府赴考，相當不方便。洪騰雲特於1880年捐地捐銀興建考棚，如此一來，北台灣的考生就不用遠赴台南府考試。
1887年首任台灣巡撫劉銘傳報朝廷此一義舉，並請旨建立旌表類牌坊來表揚洪騰雲，獲得光緒帝的批准。於是，朝廷特別在洪騰雲住宅附近的西門附近街道（後來稱石坊街，即現在的台北市衡陽路）蓋座牌坊，來宣揚洪之義舉。旌表類牌坊是20世紀之前，中國特有的表揚性建築，目的在教化人心。該建物多建於熱鬧大街或受表揚者的住宅前，以達到宣揚的效果。

## 建築
急公好義坊為由四根柱子組成的三開間牌坊:80，由青斗石搭成，原先立於路口時，中央明間可讓人車通行:80。立柱前後有短欄環護，但橫欄已消失，正面豎欄上雕有一對小型石獅。四根立柱前後各以桃形夾桿石護住，正背面各有四對楹聯。明間頂端原為三層，明治三十八年（1905年）遷移時，立有聖旨牌的頂層遺失，僅剩底座，但牌坊前增添一對從臺北府衙拆遷的石獅。明間中層護檐向兩端略為翹起:80，並刻有瓦當與滴水。中層分為上下兩層，上層放置「急公好義」橫匾，左右各有書卷石雕，可能與捐建考棚有關；下層放置事蹟匾，刻著建坊原由:80，左右兩端有「文官捧印」石雕，隱含加官晉爵之意。下方額坊兩端刻有龍首含銜，中央刻雙龍吐珠，龍身雜有雲紋。兩側次間亦有翹起的護檐，同樣刻有瓦當與滴水。頂部由上而下刻有麒麟（位於花板上）、櫃檯腳與「花開富貴」石雕。
牌坊前石獅雄獅腳踩繡球，雌獅則逗弄小獅，造型與線條十分靈活生動:80。獅毛捲曲，線條優美，屬於福州獅造型。獅耳向外翻，遠觀似角，俗稱「招風耳獅」。頭大無頸，頸上掛頸圈及鈴鐺，身軀略彎並向中央扭轉，具有相望拱衛的神態。獅嘴大幅張裂，鼻子較真實獅鼻尺度為大。

### 事蹟匾
福建臺灣巡撫劉銘傳序：

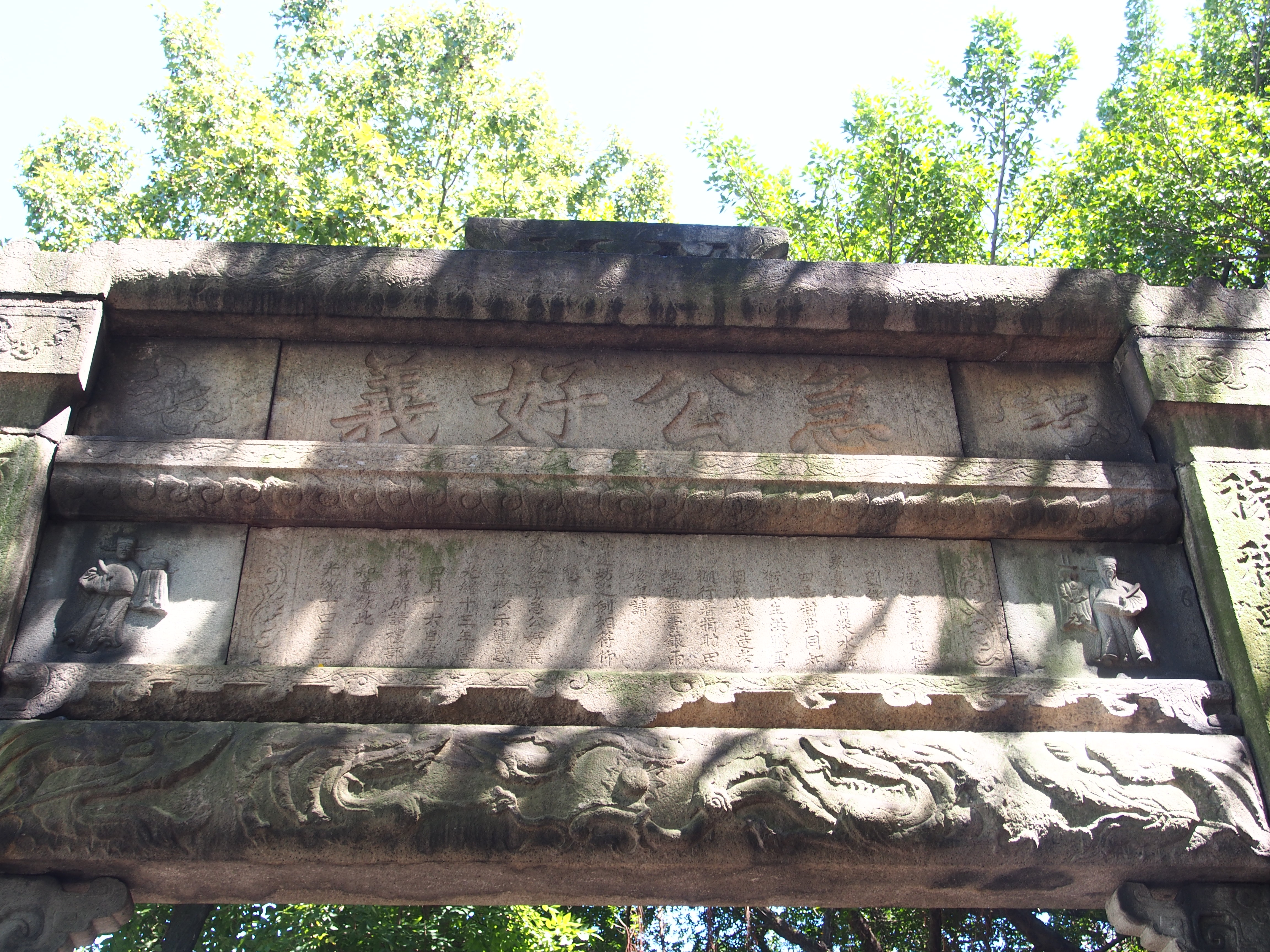
「急公好義」橫匾與事蹟匾。

奏台北府淡水縣四品封典同知銜貢生洪騰雲，因府城建造考棚行署，捐助田地並經費銀兩，核與請旨建坊之例相符，仰懇天恩，給予「急公好義」字樣，以示觀感，光緒十三年潤四月十六日奉硃批著照所請，禮部知道，欽此，光緒十四年立

### 楹聯
- 正面內柱：

光緒十四年歲次戊子孟秋月
培子孫數十世種福之田，積善有餘慶，眴看雲礽聯甲第
體國家三百年養士之德，博施宏素願，允邀日下沛恩
綸
知臺北府事雷其達拜題
- 正面外柱：

高誼重斯文，規拓風簷，下筆聲添蠶食葉
令名騰上國，恩頒綸閣，褒榮詔寵鳳銜書
欽加六品銜調補臺北府學教授馮夢辛拜撰
- 背面內柱：

光緒十四年歲次戊子孟秋月
稼樯體艱難，食德飲和，樽節退讓以明禮
鄉間重模楷，言坊行表，令聞廣譽施於身  
知淡水縣事汪興禕拜題
- 背面外柱：

慷慨荷宸褒，見義勇為，綽楔留方千古仰
捨施先試院，有基勿壞，士林遍譽一時新
調補淡水縣教諭加三級溫陵蔣學瀛拜撰

## 附註
1. ↑  瓦當為屋簷端點的瓦片，呈圓形，具有擋住瓦片與裝飾的作用。[4]:35
2. ↑  滴水為瓦當與瓦當之間的三角形瓦片，以引導雨水由此滴下。[4]:35
3. ↑  櫃台腳為於牆角做成如矮櫃台型的基座，兩端腳部常雕成「螭虎吞腳」的樣式。[4]:35